# Geitoneura lathoniella
Geitoneura lathoniella är en fjärilsart som beskrevs av John Obadiah Westwood 1851. Geitoneura lathoniella ingår i släktet Geitoneura och familjen praktfjärilar. Inga underarter finns listade i Catalogue of Life.